# Anca Androne
Anca Androne (n. 30 decembrie 1973) este o actriță română, angajată Teatrul Bulandra din București. A absolvit în 1997 Academia de Teatru și Film, București-sectia Păpuși și Marionete.

## Teatru - Bulandra
- Sofia – Platonov după A.P. Cehov,  regia Theodor-Cristian Popescu (2023)
- Ismena – Antigona de Sofocle, regia Stathis Livathinos (2020)
- Marta – La Grande Magia de Eduardo de Filippo, regia Elie Malka (2013)
- Miriam – Șarpele în iarbă de Alan Ayckbourn, regia Emil Hoștină (2012)
- Mona – The Line. Orașul, încotro? scenariu Oana Turbatu, regia Alexandru Darie (2010)
- Sonia – Crimă și pedeapsă după F.M. Dostoievski, regia Yuri Kordonsky (2006)
- Actrița de caracter – Șase personaje în căutarea unui autor de Luigi Pirandello, regia Liviu Ciulei (2005)
- Agafia Tihonovna – Căsătoria de N.V. Gogol, regia Yuri Kordonsky (2003
- Lavinia – Anatomie. Titus. Căderea Romei de Heiner Müller, regia Alexandru Darie (2003)

## Teatru
- Nancy – Am iubit, am purtat, am pierdut de Nora & Delia Ephron, regia Emil Hoștină
- Samariteanca – Memoria celor care au trecut, regia Dragoș Galgoțiu, Proiect Culture 2000 E.U.
- Margaret – Woyzeck de Georg Büchner, regia Dragoș Galgoțiu, Fundația Culturală Athon
- Timpul – Poveste de iarnă de William Shakespeare, regia Dragoș Galgoțiu, Fundația Culturală Athon
- Gordana – Toscana de Vladimir Holan, regia Nona Ciobanu, Toaca Studio

## Film
- Eva – The diaries of Adam and Eve, regia Franz Müller (2020)
- Ilinca – Moromeții 2, regia Stere Gulea (2018)
- Tatiana – Visul lui Adalbert, regia Gabriel Achim (2011)
- Zenia – The Whistleblower, regia Larysa Kondracki (2010)
- Nadia – Saidi’s Song, regia Chike Kani Omo (2010)
- Wendy – Anaconda IV – Trail of Blood, regia Don Fountleroy (2009)
- La fille ainée – Jacquou Le Croquant, regia Laurent Boutonnat (2007)
- Victorine – Le Pére Goriot, regia Jean-Daniel Verhaeghe (2004)
- Marilena – Examen, regia Titus Muntean (2003)
- Elisabeth – Vlad, regia Michael Sellers (2003)
- Sorina – Occident, regia Cristian Mungiu (2002)
- Nurse – Sherlock, A Case of Evil, regia Graham Theakston (2002)

## Scurtmetraj
- Masha – Endives, regia Emil Hoștină
- Lea – Pizza Love, regia Ivana Mladenovic
- Ileana – To The Sea, regia Ada Maria Ichim
- Fifi – America Here We Come!, regia Andrei Moroșanu

## Televiziune
- Brosca – Utopia, regie Marc Munden (2014)
- Kana – Stone House, regia Florin Costache (2011)
- Adriana – Story from the Past, regia Adi Sitaru (2008)
- Irina – The Life with Him, regia Radu Apostol (2006)
- Maria – Mother’s Doctors, regia Peter Kerek (2006)